# Van Ameren
Aus der Familie van Ameren kamen die wichtigsten Zinngießer von Emden. Über einen Zeitraum von fünf Generationen gingen aus ihr zwölf Zinngießer hervor.

## Geschichte
Jacob Jacobs gründete als auswärtiger Zinngießer am 21. Mai 1698 eine Werkstatt im Amt Emden. Er stellte an diesem Tag sein großes Meisterwerk vor und erhielt das Bürgerrecht der Stadt. Als Gießer kennzeichnete er seine Werke mit den Initialen „JJ“, denen er eine Rose voranstellte und am Ende eine Krone hinzufügte. Danach arbeiteten elf folgende Familienmitglieder in der Werkstatt, die die gleichen Gussformen verwendeten. Die meisten erhaltenen Werke aus dem 18. Jahrhundert tragen die Signatur „JvA“. Unter dieser Marke arbeiteten vier Personen namens „Jannes van Ameren“.
Der wichtigste Zinngießer der Familie des 18. Jahrhunderts war Philipp van Ameren (* 26. Oktober 1746), der am 4. Juni 1778 den Meisterbrief erhielt. Er erstellte besondere Modellen und erhielt öffentliche Aufträge. Einige seiner Zunftgefäße existieren bis heute. Er versah die von ihm gegossenen Werke mit den Initialen „PVA“ mit stehendem Engel und setzte sie zwischen eine Rose und eine Krone. Philipp van Ameren arbeitete bis 1814.
Das wichtigste Familienmitglied, das im 19. Jahrhundert arbeitete, war Frerk van Ameren. Er kam um 1788 zur Welt und wirkte ab 1814 als Meister. Frerk van Ameren kennzeichnete seine Werke mit „FVA“, umgeben von einer Rose und sechs Kügelchen als Krone. Die Nachfrage nach zinngegossenen Werken ging zu seiner Schaffenszeit zurück. Da er vielseitig arbeitete, konnte Frerk van Ameren dem für kurze Zeit entgegenwirken. Letzte dokumentierte Werke datieren auf das Jahr 1851.

## Personen
Zu den bekannten Familienmitgliedern gehörten in chronologischer Reihenfolge:
- Jacob Jacobs. Am 21. Mai 1698 erstellte er als zugezogener Zinngießer sein großes Meisterstück. Die letzte Erwähnung datiert auf das Jahr 1726.
- Jacob Jacobs van Ameren (* 1. Jun in 1704 in Emden) war ein Sohn von Jacob Jacobs. Seit 1724 arbeitete er als Meister und Emder Bürger bis nach 1739.
- Reinder Jacobs van Ameren (* 21. April 1708 in Emden) war ein weiterer Sohn Jacob Jacobs’. Am 8. November 1731 erstellte er sein kleines Meisterstück. Als Emder Bürger arbeitete er bis 1770.
- Jannes Jacobs van Ameren (* 21. Juli 1713 in Emden; † 1761) stammte ebenfalls von Jacob Jacobs ab. 1738 erhielt er den Meisterbrief und lieferte sein kleines Meisterstück ab. Er besaß das Emder Bürgerrecht.
- Jacob van Ameren (* 20. Januar 1744 in Emden) war ein Sohn von Jannes Jacobs van Ameren. Er wirkte ab 1762 als Meister, schuf ein kleines Meisterstück und arbeitete dokumentiert bis 1814.
- Jannes van Ameren (* 17. Oktober 1754 in Emden) war ein Sohn von Jannes Jacobs van Ameren. Er erstellte ein kleines Meisterstück, wurde 1777 Meister und goss bis 1793.
- Philipp van Ameren (* 26. Oktober 1746 in Emden) wurde als Sohn von Jannes Jacobs van Ameren Emder Bürger 1778 zum Meister ernannt. Er goss ein kleines Meisterstück und wirkte bis 1803.
- Jannes van Ameren (* 18. April 1773 in Emden) war ein Sohn von Jacob van Ameren. Er arbeitete bis 1808.
- Alderk van Ameren (* 2. Dezember 1778 in Emden) erhielt als Sohn Philipp van Amerens das Emder Bürgerrecht. Er schuf ein kleines Meisterstück und bekam 1801 den Meistertitel verliehen. Letzte Tätigkeiten sind für das Jahr 1824 verzeichnet.
- Jannes van Ameren (* 1774) war ein Sohn von Philipp van Ameren. Er erstellte ein kleines Meisterstück und arbeitete von 1801 bis 1843 als Meister.
- Frerk van Ameren (* um 1788) war ein weiterer Sohn Philipp van Amerens. 1814 wurde er zum Meister ernannt und goss bis 1851.
- Philipp Herlyn van Ameren (* 19. Oktober 1814 in Emden) war ein Sohn von Frerk van Ameren. Er erhielt 1842 den Meistertitel und starb vor 1877.